# Karel Kraft
Karel Kraft (24. února 1926 Příbram – 11. ledna 2015) byl český učitel, esperantista, autor slovníků a propagátor díla Přemysla Pittera.

## Životopis
Narodil se v mlynářské rodině v Příbrami. Měl jediného sourozence, Jiříka, který v dětství zemřel na zápal plic. Při studiu na příbramském reálném gymnáziu jej zastihla válka. Jako samouk se z odporu k protektorátně povinné němčině učil angličtinu, francouzštinu a také ruštinu s doma ukrývaným ruským uprchlým vězněm. Ke konci války místo příprav na maturitu, musel nuceně pracovat pro Němce. Maturitu tak mohl složit až po válce.
Předtím v květnu 1945 převedl tajně německého dezertéra domů do Bavorska. Odtud přes okupační zóny v Německu se z touhy po dobrodružství dostal až do Francie. Protože však u sebe neměl požadovaný finanční obnos, byl záhy uvězněn pro potulku a následně spolu s bývalými vězni z koncentračních táborů repatriován zpět do Čech.
Touha po poznání světa a poznatky z válečných a poválečných krutostí jej přivedly k hledání humanistických cílů. Zajímal se o hinduismus a další východní filosofie, které jej přivedly na cestu vegetariánství, což bylo a možná pro mnohé je jen podivínstvím, pro Karla Krafta však zásadní věc.
Začal se také učit esperanto. Esperantskému hnutí byl věrný celý život a věnoval mu neuvěřitelnou energii a čas. Dopisoval si a přátelil se s esperantisty z celého světa. Navštěvovali jej Holanďané, psal relace do esperantského vysílání polského rozhlasu, japonských časopisů, lékařům v Číně posílal nejen tam nedostatkový hroznový cukr, ale i informace pro jejich divadlo „Signala lumo”, česky semafor po vzoru divadla Suchého a Šlitra.
V profesní rovině jako čerstvý maturant absolvoval učitelský kurz a stal se vychovatelem. Když byl v roce 1948 vedoucím ozdravovacího pobytu pro válkou poznamenané děti, seznámil se v Peci pod Sněžkou se svou budoucí manželkou, která zde byla na praxi jako kuchařka po absolvování rodinné školy. Ke konci roku 1948 byl povolán na dvouletou vojenskou službu. Po návratu do civilu se stal učitelem v Hříměždicích a v roce 1950 se oženil se svou životní láskou.
V roce 1951 nastoupil jako řídící do školy v Rosovicích, kde se mu v roce 1952 v den, kdy zemřel anglický král Jiří, narodil syn. Od roku 1953 učil na jednotřídce v Županovicích na Příbramsku až do zátopy v roce 1955. Županovice si oblíbil, v roce 1957 zakoupil parcelu a začal stavět chatu. Později ji svépomocí přestavěl na domek, do kterého se v sedmdesátých letech přestěhoval.
Po zátopě Slapské nádrže byl přemístěn jako řídící do školy v Obořišti, kde se mu narodila dcera Hana. Začal dálkově studovat psychopedii, dnes nazývanou speciální pedagogika a přešel jako vychovatel do výchovného ústavu v Obořišti.
Pro svou životní filosofii a pedagogickou práci zde však nenašel pochopení u svých nadřízených a politických činitelů a tak odešel učit na dobříšskou školu. Zde pokračoval v pořádání výletů ve skautském duchu. Ne však dlouho. Na začátku normalizace, 28. listopadu 1969, byl z dobříšské základní školy vyhozen, zejména pro svoji aktivitu v později zakázané Společnosti pro lidská práva a pro odpor proti nemorálním praktikám po sovětské okupaci.
Začal pracovat jako pomocný dělník v příbramských uranových dolech a když se mu naskytla příležitost většího výdělku, odešel pracovat jako bagrista na stavbu vodního přivaděče Želivka. Později byl řidičem na dispečinku dopravy rozvodných závodů. Nakonec do důchodu odešel od zemědělského stavebního podniku jako mistr na melioracích.
Jeho touha znovu vyučovat na škole se mu splnila až 28. listopadu 1989, na den přesně po dvaceti letech. Politicky prozíravými okresními činiteli byl přijat na dobříšskou „starou” školu a dokončil svůj poslední školní rok. Pak ještě pomáhal v borotické škole s výukou informatiky, matematiky a angličtiny.

## Esperantská a literární činnost
Karel Kraft pracoval v pedagogické sekci Českého esperantského svazu, v její zkušební komisi. Pod vedením Zdeňka Hršela a společně s Miroslavem Malovcem se pustil do přípravy nového esperantsko-českého a česko-esperantského kapesního slovníku pro tehdejší Státní pedagogické nakladatelství, rukopis byl připraven v roce 1989, avšak po roce 1990 nakladatelství oznámilo, že už nemůže slovník vydat. Esperantisté se tedy rozhodli vydat slovník sami, každou část samostatně. Znamenalo to přepsat celý strojopis slovníku do počítače společně s M. Malovcem (protože Z. Hršel nedokázal s počítači pracovat a nechtěl být uveden ani jako spoluautor). Konečnou redakci provedl Karel Kraft a slovník vyšel v letech 1995 (esperantsko-česká část) a 1998 (česko-esperantská část). Za tuto práci dostal čestné členství Českého esperantského svazu.
Z esperanta do češtiny přeložil brožurku o správném způsobu vyjednávání s Japonci a knihu o základech korejského náboženství vonbulizmu.
Jeho hlavním dílem je esperantsky napsaný životopis Přemysla Pittera, křesťanského kazatele a pacifisty, který se věnoval zejména výchově a péči o děti žijící v mizerných životních podmínkách: nejprve z dělnických čtvrtí na Žižkově, následně o uprchlíky z Německa před Hitlerem, nepolevil ani za války, kdy tajně navštěvoval židovské rodiny a po válce jeho „zámky“ byly asi jediné místo, kde se spolu vychovávaly děti židovské a německé. Za to ho doma čekalo odsouzení a v zahraničí vyznamenání, v Německu, Švýcarsku a v Izraeli titulem "Spravedlivý mezi národy". V ČR se dočkal vyznamenání TGM až in memoriam.
Karel Kraft byl i pozván na setkání tzv. Pittrerových dětí, které se v stáří sešly ve Štiříně roku 2006.

## Díla
- Slovník esperantsko-český - vortaro esperanta-ĉeĥa (spoluautor Miroslav Malovec, 1995)
- Slovník česko-esperantský - vortaro ĉeĥa-esperanta (1998)
- Heroo de amo (Hrdina lásky, životopis Přemysla Pittera, 2005)

## Překlady
- Jak úspěšně vyjednávat s Japonci (1996)
- Základní učení vonbulizmu (2006)

Vše vyšlo v nakladatelství KAVA-PECH.